# Paraphalaenopsis
Paraphalaenopsis (abreviado Prphln) es un género de la familia (Orchidaceae), comprende 4 especies endémicas de Borneo y un híbrido, Paraphalaenopsis × thorntonii de (P. denevei × P. serpentilingua).
Son morfológicamente similares al género Phalaenopsis y durante mucho tiempo han sido consideradas de este género. Sus flores son similares, pero las hojas de Paraphalaenopsis son cilíndricas y largas (desde 35 cm hasta 3 m en el cultivo) y se asemejan a las hojas de Holcoglossum. Son epífitas que florecen en primavera.

## Taxonomía
El género fue descrito por Alex Drum Hawkes y publicado en Orquídea. Rio de Janeiro 25: 212. 1964.

## Especies
- Paraphalaenopsis denevei (J.J.Sm.) A.D.Hawkes
- Paraphalaenopsis labukensis Shim, A.L.Lamb & C.L.Chan
- Paraphalaenopsis laycockii (M.R.Hend.) A.D.Hawkes
- Paraphalaenopsis serpentilingua (J.J.Sm.) A.D.Hawkes
- Paraphalaenopsis × thorntonii (Holttum) A.D.Hawkes

Híbridos naturales
- Paraphalaenopsis × thorntonii (Holttum) A.D.Hawkes, 1967 = (Paraphalaenopsis denevei × Paraphalaenopsis serpentilingua)

Híbridos intergenéricos.
- Paraphalaenopsis × Aerides = Pararides
- Paraphalaenopsis × Aerides × Arachnis × Ascocentrum × Rhynchostylis × Vanda = Dixuanara
- Paraphalaenopsis × Aerides × Ascocentrum × Rhynchostylis × Vanda = Valinara
- Paraphalaenopsis × Aerides × Rhynchostylis × Vanda = Ponterara
- Paraphalaenopsis × Arachnis = Pararachnis
- Paraphalaenopsis × Arachnis × Ascocentrum × Vanda = Purverara
- Paraphalaenopsis × Arachnis × Ascocentrum × Vanda × Vandopsis = Lavrihara
- Paraphalaenopsis × Arachnis × Renanthera = Paranthera
- Paraphalaenopsis × Arachnis × Renanthera × Vanda × Vandopsis = Oderara
- Paraphalaenopsis × Arachnis × Renanthera × Vandopsis = Spiessara
- Paraphalaenopsis × Arachnis × Vanda = Parandachnis
- Paraphalaenopsis × Arachnis × Vandopsis = Garayara
- Paraphalaenopsis × Ascocentrum = Paracentrum
- Paraphalaenopsis × Ascocentrum × Ascoglossum × Renanthera = Johnsonara
- Paraphalaenopsis × Ascocentrum× Neofinetia × Rhynchostylis × Vanda = Hirayamaara
- Paraphalaenopsis × Ascocentrum × Phalaenopsis × Vanda = Meirmosesara
- Paraphalaenopsis × Ascocentrum × Renanthera = Lachelinara
- Paraphalaenopsis × Ascocentrum × Renanthera × Vanda = Stearnara
- Paraphalaenopsis × Ascocentrum × Rhynchostylis = Ascorhynopsis
- Paraphalaenopsis × Ascocentrum × Rhynchostylis × Vanda = Menziesara
- Paraphalaenopsis × Ascocentrum × Vanda = Paravandrum
- Paraphalaenopsis × Ascoglossum × Renanthera = Ascoparanthera
- Paraphalaenopsis × Christensonia = Chrisnopsis
- Paraphalaenopsis × Esmeralda × Renanthera × Vanda × Vandopsis = Tomoderara
- Paraphalaenopsis × Luisia = Parisia
- Paraphalaenopsis × Phalaenopsis = Phalphalaenopsis
- Paraphalaenopsis × Phalaenopsis × Renanthera × Vandopsis = Huntingtonara
- Paraphalaenopsis × Renanthera = Pararenanthera
- Paraphalaenopsis × Renanthera × Rhynchostylis = Rundleara
- Paraphalaenopsis × Renanthera × Vanda = Paravandanthera
- Paraphalaenopsis × Renanthera × Vandopsis = Renanparadopsis
- Paraphalaenopsis × Rhynchostylis = Parastylis
- Paraphalaenopsis × Rhynchostylis × Vanda = Sweetara
- Paraphalaenopsis × Trichoglottis = Paraottis
- Paraphalaenopsis × Vanda = Paravanda
- Paraphalaenopsis × Vandopsis = Paravandopsis